# 扎西平措 (歌手)
扎西平措（藏語：བཀྲ་ཤིས་ཕུན་ཚོགས་，威利转写：bkra shis phun tshogs；1986年1月1日—），中国大陆藏族男歌手，出生于西藏日喀则，未成爲歌手之前是一名教師。2017年參加浙江卫视《中国新歌声第二季》，盲選時憑着一首《一面湖水》獲得那英、劉歡和周杰倫三位導師的轉身，并最終成爲了劉歡戰隊冠軍學員及全國總決賽冠軍。2018年4月，发表原创单曲《季》。
2019年2月，夥同于毅、傲日其愣先后参加《2019年中央广播电视总台春节联欢晚会》以及《2019年中央广播电视总台元宵晚会》。2025年1月，参加《2025年中央广播电视总台春节联欢晚会》。